# Michał Stęborowski
Michał Jan Stęborowski (ur. 7 czerwca 1909 w Regnowie, zm. 11 sierpnia 1940 w kanale La Manche) – porucznik pilot Wojska Polskiego i Polskich Sił Powietrznych w Wielkiej Brytanii.

## Życiorys
W 1929 ukończył Państwowe Gimnazjum Humanistyczne im. Bolesława Prusa w Skierniewicach. Już po maturze, 16 października wstąpił do wojska i jako kandydat na oficera rozpoczął służbę na okresie próbnym w 31 pułku piechoty. W 1930 roku rozpoczął naukę w Szkole Podchorążych Lotnictwa w Dęblinie, którą ukończył 15 sierpnia 1932 r. w 6. promocji z 22 lokatą i ze stopniem podporucznika obserwatora. Otrzymał przydział do 213 eskadry bombowej 1 pułku lotniczego.
W 1933 roku przeszedł przeszkolenie pilotażowe w Centrum Wyszkolenia Oficerów Lotnictwa i został przydzielony do 114 eskadry myśliwskiej. W 1934 roku ukończył kurs wyższego pilotażu w Wyższej Szkole Pilotów w Grudziądzu. 1 marca 1935 został awansowany na porucznika ze starszeństwem z 1 stycznia 1935 i 29. lokatą w korpusie oficerów aeronautyki (marcu 1939, w tym samym stopniu i starszeństwie, zajmował 52. lokatę w korpusie oficerów lotnictwa, grupa liniowa). W 1936 roku został odkomenderowany do WSP na stanowisko instruktora pilotażu.
W kampanii wrześniowej 1939 walczył w składzie "Grupy Dęblińskiej", improwizowanej przez instruktorów Szkoły Pilotażu Myśliwskiego w Ułężu. Latał na przestarzałym myśliwcy PZL P.7a, na którym nie był w stanie nawiązać walki z samolotami nieprzyjaciela. M.in. startował bezskutecznie 6 września, w kluczu z por. Stefanem Witorzeńciem i por. Tadeuszem Arentowiczem, przeciwko wyprawie 15 bombowców Luftwaffe nad Dęblinem.
Po zakończeniu kampania wrześniowej przedostał się, przez Rumunię, do Francji. Trafił do bazy w Le Bourget pod Paryżem. Już w 1940 roku został przeniesiony do Wielkiej Brytanii, 8 marca przybył do punktu zbornego RAF w Eastchurch. Wstąpił do RAF, otrzymał numer służbowy 76794. Przeszedł przeszkolenie w 5 Operational Training Unit (OTU), 4 lipca 1940 roku rozpoczął kurs pilotażu w 1 School of Army Cooperation w Old Sarum. 5 sierpnia 1940 roku otrzymał przydział do 238. dywizjonu myśliwskiego RAF operującego z Tangmere. W składzie tego dywizjonu wziął udział w bitwie o Anglię.
Zginął 11 sierpnia w locie bojowym na samolocie Hawker Hurricane (o numerze P3819) zestrzelony do morza przez jednego z atakowanej, liczącej 150 samolotów, grupy hitlerowskich myśliwców. Był drugim polskim pilotem poległym w szeregach RAF. Pośmiertnie awansowany na kapitana.
Jego nazwisko nosi jedna z ulic Skierniewic.

## Zwycięstwa powietrzne
Na liście Bajana figuruje na 318. pozycji jako Michał Stemborowski z jednym samolotem Luftwaffe zestrzelonym na pewno
- Messerschmitta Bf 110 - 8 sierpnia 1940

## Ordery i odznaczenia
Za swą służbę otrzymał odznaczenia:
- Krzyż Walecznych
- Medal Lotniczy
- Polowa Odznaka Pilota nr 437